# Warwickshire County Cricket Club

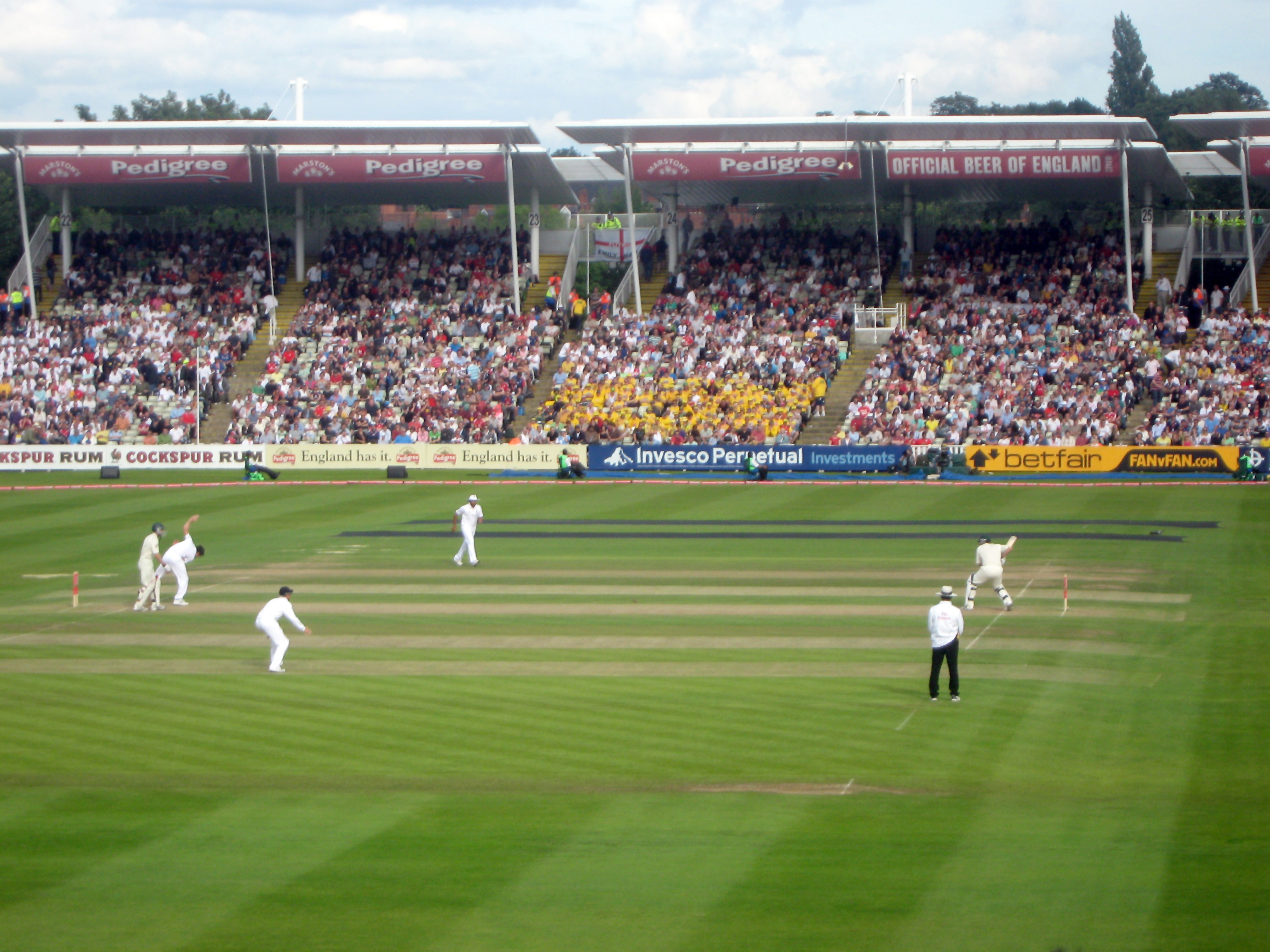
La Selección de críquet de Inglaterra jugando en 2009 en Edgbaston, el estadio de Warwickshire en Birmingham.

El Warwickshire County Cricket Club, fundado en 1882, es un club de críquet inglés que juega en el County Championship para el condado de Warwickshire. Warwickshire juega en el Edgbaston Cricket Ground en la ciudad de Birmingham que está en el condado de los Midlands Occidentales. El club ha ganado el County Championship en 7 veces. Warwickshire jugó su primera temporada en el Championship en 1895 y ganó para la primera vez en 1911.
Warwickshire es conocido como «The Bears» (español: Los Osos) y su escudo es un oso azul escalando un árbol.

## Palmarés
- County Championship (7): 1911, 1951, 1972, 1994, 1995, 2004, 2012

## Jugadores
- Brian Lara (1994-98)
- Waqar Younis (2003)